# Fiorde Grande

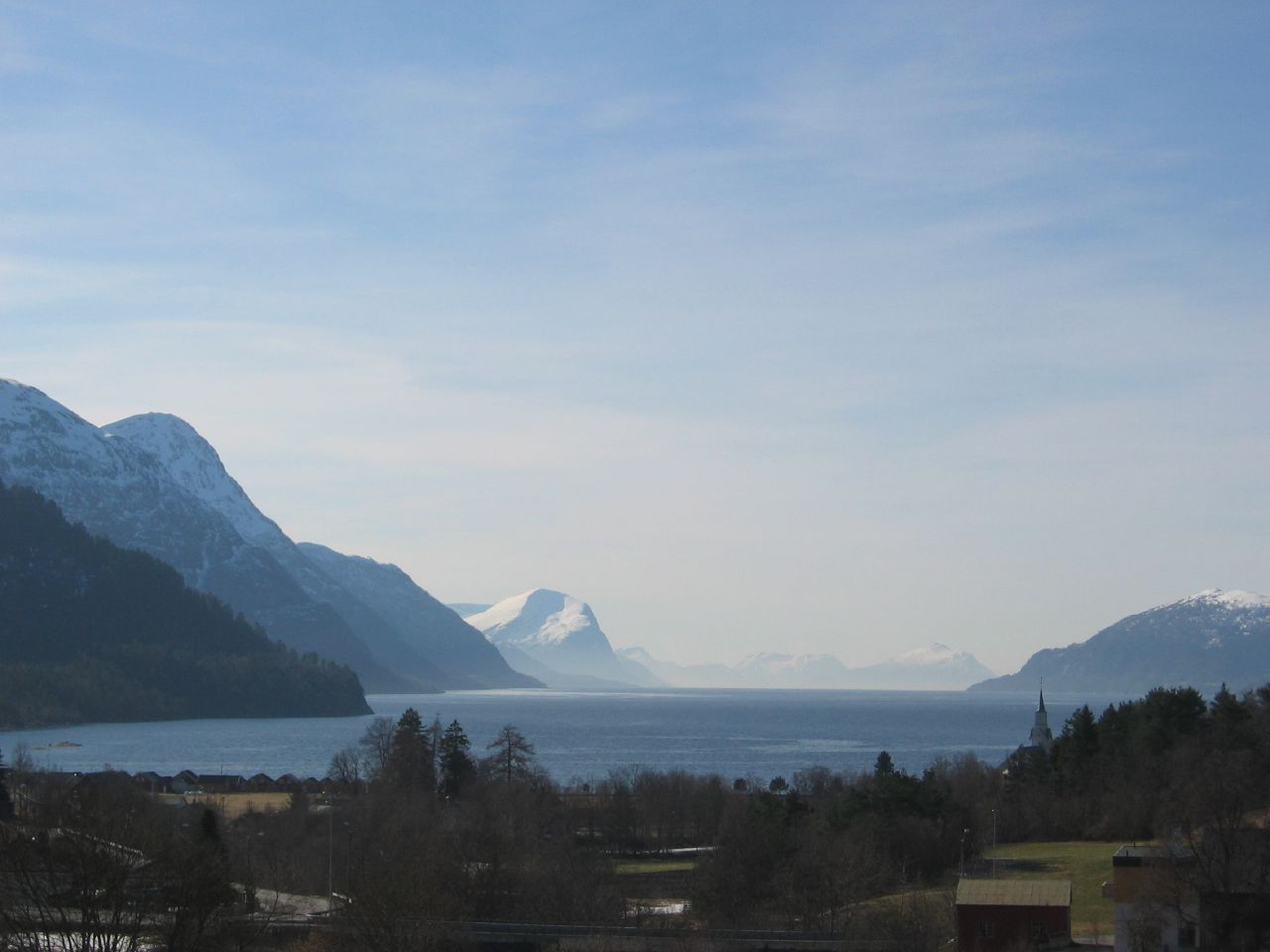
O fiorde grande junto ao mar

O fiorde grande (Storfjorden, em Norueguês) tem 110 km de comprimento, sendo o quinto maior fiorde da Noruega. Situa-se na região de Møre og Romsdal, na área de Sunnmøre. Parte de Hareidlandet, a oeste, terminando em Geiranger, a sua parte mais interior.
As seguintes comunas têm costa em contacto com o fiorde: Hareid, Sula, Ørskog, Stordal, Norddal, Stranda, Sykkylven e Ørsta.